# Des Arc (Missouri)
Des Arc – miasto w Stanach Zjednoczonych, w stanie Missouri, w hrabstwie Iron.